# Fredrique Paijkull
Fredrika (Fredrique) Augusta Paijkull, född Broström 1836 i Stockholm, död 1899, var en svensk pedagog. Hon var pionjär för folkhögskolan för kvinnor i Sverige. 
Hon gifte sig 1862 med Wilhelm Paijkull. Hon öppnade Sveriges första folkhögskola för kvinnor. Hon drev en folkhögskola för kvinnor i Samuelsberg vid Motala 1870–1872, vid Hälsan intill Helsingborg 1873–1876 och vid Tågaborg 1876–1879.
Hon var även verksam som översättare från tyska och engelska.

## Översättningar
- Rudolf Lindau: Noveller från Japan (Almquist & Wiksell, 1885)
- Ossip Schubin: "Gloria victis": ur den österrikiska aristokratiens lif (Bonnier, 1888)
- Max O'Rell: Jonathan och hans fastland: skildring från Amerika i våra dagar (Geber, 1889)
- Ernst Eckstein: Hertha (Hertha) (Svenska Familj-journalen Svea, 1892)
- Aleksandr Pusjkin: Hårda tider (Kapitanskaja dočka) (Svenska familj-journalen Svea, 1894)
- Paul Lindau: På tviflets väg (Svenska Familj-Journalen Svea, 1895)